# Gud, vår Gud, vi lovar dig

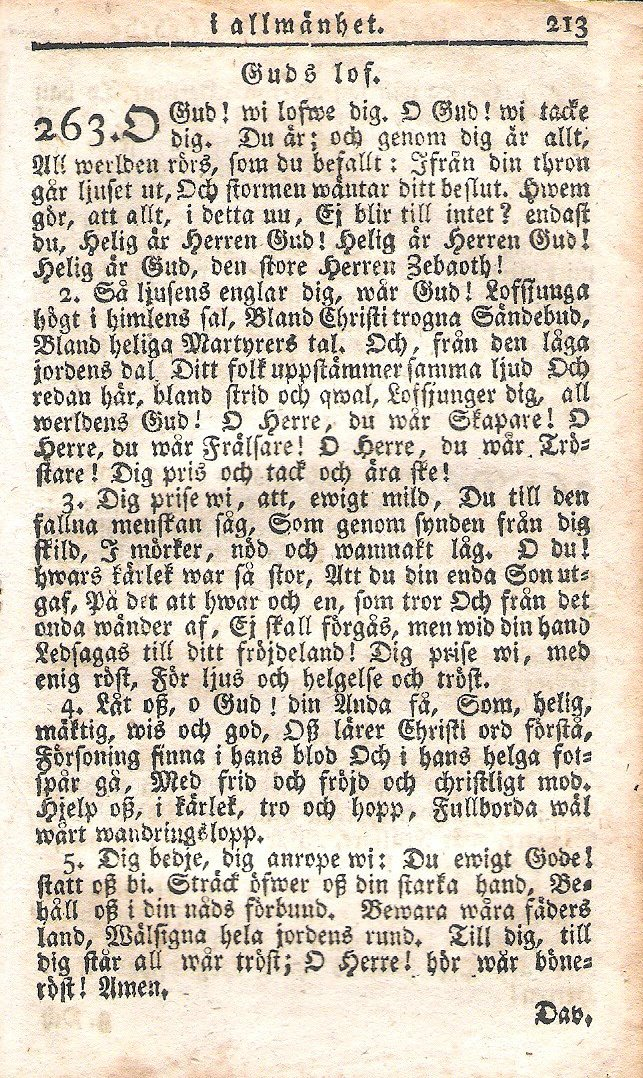
Gud, vår Gud, vi lovar dig i 1819 års psalmbok.

Gud, vår Gud, vi lovar dig är en lovpsalm av Olov Hartman efter den latinska växelsången Te Deum från 400-talet. Ett mellanled är Ignaz Franz' version från år 1771. Hartmans version har 9 sexradiga strofer och innehåller inte rena rim utan vokalrim (assonanser). Melodin (F-dur, 6/4) är tysk-österrikisk (Sagan 1772/Wien 1774). 

## Publicerad i
- Göteborgspsalmboken med titeln Te Deum Laudamus och Canticum Ambrosij & Augustini under rubriken "Några Andelige Loffsånger".[1]
- Den svenska psalmboken 1694 som nummer 8 under rubriken "Trones Artiklar".[2]
- 1695 års psalmbok som nr 7 som en vers och med titelraden "O Gud, wi lofwe tig! O Gud, vi tacke tig" av Luther.
- 1819 års psalmbok som nr 263 under rubriken "Kristligt sinne och förhållande — I allmänhet: Förhållandet till Gud: Guds lov". Melodin anges 1819 vara "gammalkyrklig".
- Nya psalmer 1921 som nr 505 kompletteringen till  1819 års psalmbok med ytterligare en version av gammalkyrkligt ursprung med titelraden O Gud, vi lova dig under rubriken "Guds härlighet i hans väsen och verk".
- 1937 års psalmbok som nr 603  under rubriken "Hymner och sånger för särskilda gudstjänster",  fanns Te Deum som i en form som utarbetats av Nathan Söderblom år 1915 med titelraden O Gud, vi lova dig, O Herre, vi bekänna dig efter en version av Laurentius Petri Nericius från 1553.
- 1937 års psalmbok som nr 604 under samma rubrik som nr 603, fanns ytterligare en variant av Te Deum, indelad i 5 olikstora strofer, en version av Frans Michael Franzén från 1812, med titelraden O Gud, vi lova dig, som gick tillbaka på en Te Deum-text av Martin Luther från år 1529 som översatts till svenska redan år 1614.
- Den svenska psalmboken 1986 som nr 1 under rubriken "Lovsång och tillbedjan" med Hartmans text.
- Finlandssvenska psalmboken 1986 som nr 279 under rubriken "Glädje och tacksamhet" med Hartmans text.
- Psalmer och Sånger 1987 som nr 326 under rubriken "Lovsång och tillbedjan" med texten Store Gud, ditt namn ske pris av Nils Nordström från år 1928, som endast har 4 strofer (en kortare variant än Hartmans, men med samma melodi.).
- Segertoner 1988 som nr 338 under rubriken "Lovsång och tillbedjan".
- Lova Herren 1988 som nr 6 under rubriken "Guds majestät och härlighet" i en kortare variant än Hartmans, men med samma melodi.
- Hela familjens psalmbok 2013 som nummer 190 under rubriken "Vi tackar dig".[3]
- Cecilia 2013 som nr 1 under rubriken "Lovsång och tillbedjan".